# Maršov
Maršov (en allemand : Marschow) est une commune du district de Brno-Campagne, dans la région de Moravie-du-Sud, en République tchèque. Sa population s'élevait à 516 habitants en 2020.

## Géographie
Maršov se trouve à 9 km au sud-ouest de Tišnov, à 21 km à l'ouest-nord-ouest de Brno et à 165 km au sud-est de Prague.
La commune est limitée par Braníškov au nord, par Lažánky à l'est, par Javůrek au sud, et par Lesní Hluboké et Svatoslav à l'ouest.

## Histoire
La première mention écrite de la localité date de 1299.